# 阿吕兹
阿吕兹（法語：Aluze，法語發音：[alyz]）是法国索恩-卢瓦尔省的一个市镇，属于索恩河畔沙隆区。

## 地理
阿吕兹（46°50'54"N, 4°41'11"E）面积6.01 平方千米，位于法国勃艮第-弗朗什-孔泰大區索恩-卢瓦尔省，该省份为法国中部省份，北起顺时针与科多尔省、汝拉省、安省、罗讷省、卢瓦尔省、阿列省和涅夫勒省接壤。
与阿吕兹接壤的市镇（或旧市镇、城区）包括：沙塞勒康、沙尔塞、代讷维、梅尔屈雷、吕利、德讷河畔圣莱热。

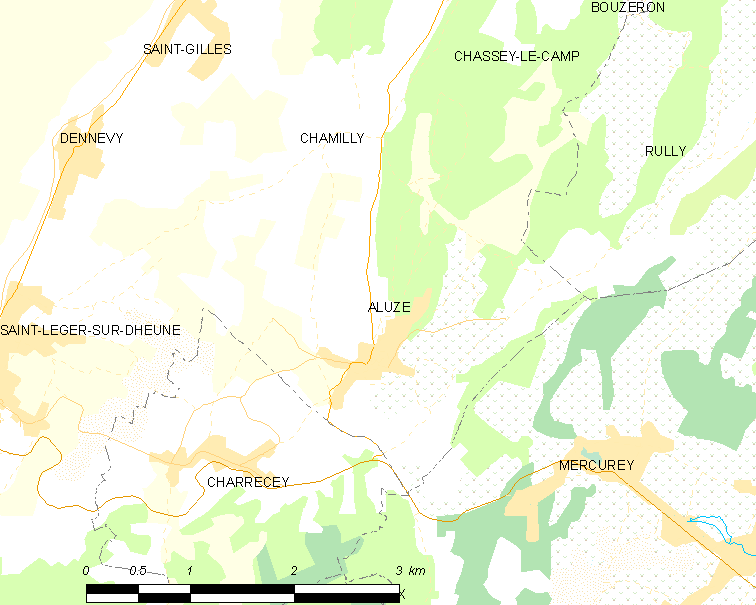
阿吕兹的OSM定位图

阿吕兹的时区为UTC+01:00、UTC+02:00（夏令时）。

## 行政
阿吕兹的邮政编码为71510，INSEE市镇编码为71005。

## 政治
阿吕兹所属的省级选区为沙尼县。

## 人口

1962-2008年间阿吕兹人口变化图示

阿吕兹于2022年1月1日时的人口数量为244人。